# River Trail
River Trail es un motor de código abierto, desarrollado por Intel, para interpretar código JavaScript haciendo uso de procesamiento en paralelo por hardware cuando el micro lo permite. En septiembre de 2011 se encuentra todavía en desarrollo, estando disponible una extensión prototipo para Firefox; por lo que en la web de desarrollo recomiendan su uso solo en sitios en los que se confíe.

## Funcionamiento
Para usar el motor se emplea una API especial, basada en tres pilares: un tipo llamado ParallelArray, varios métodos del prototipo de ParallelArray, y funciones elementales.